# Wagner-Jauregg-Reaktion
Die Wagner-Jauregg-Reaktion ist eine Namensreaktion der organischen Chemie. Benannt wurde sie nach ihrem Entdecker, dem österreichischen Chemiker Theodor Wagner-Jauregg (1903–1992). Die Wagner-Jauregg-Reaktion ist ein Spezialfall der Diels-Alder-Reaktion, in der ein Diarylethen mit Maleinsäureanhydrid umgesetzt wird. Hierbei entsteht zwischen der Phenylgruppe und dem Ethen ein neues aromatisches Ringsystem, sodass sich eine Naphthalingruppe bildet. Dadurch können Aromaten synthetisiert werden mit neuen und mehreren Ringsystemen.

## Übersichtsreaktion
Bei dieser Synthese wird ein Diarylethen, mit den Resten R1 für Wasserstoff, Alkyl- oder Arylrest (z. B. ein Phenylrest) und R2 für Wasserstoff, Brom oder Chlor, mit Maleinsäureanhydrid in einer doppelten Diels-Alder-Reaktion umgesetzt. Dabei wird in einer Cycloadditionsreaktion s Maleinsäureanhydrid addiert, wobei ein Naphthalin-Derivat entsteht:

## Reaktionsmechanismus
Der postulierte Reaktionsmechanismus stammt aus dem Buch „Comprehensive Organic Name Reactions and Reagents“ und wird hier exemplarisch gezeigt:
Das Diarylethen geht mit dem Maleinsäureanhydrid eine Diels-Alder-Reaktion ein, hierbei gibt es ein suprafacialen Ringschluss und es entsteht das Carbonsäureanhydrid 1. Durch eine weitere Diels-Alder-Reaktion, in der ein Ringschluss zwischen 1 und Maleinsäureanhydrid stattfindet, bildet sich das Carbonsäureanhydrid 2.  In den nächsten beiden Schritten findet eine Rearomatisierung, unter Abspaltung von Wasserstoff und Maleinsäureanhydrid, statt. Dabei entsteht letztendlich ein aromatisches Carbonsäureanhydrid 3.